# Monofilament

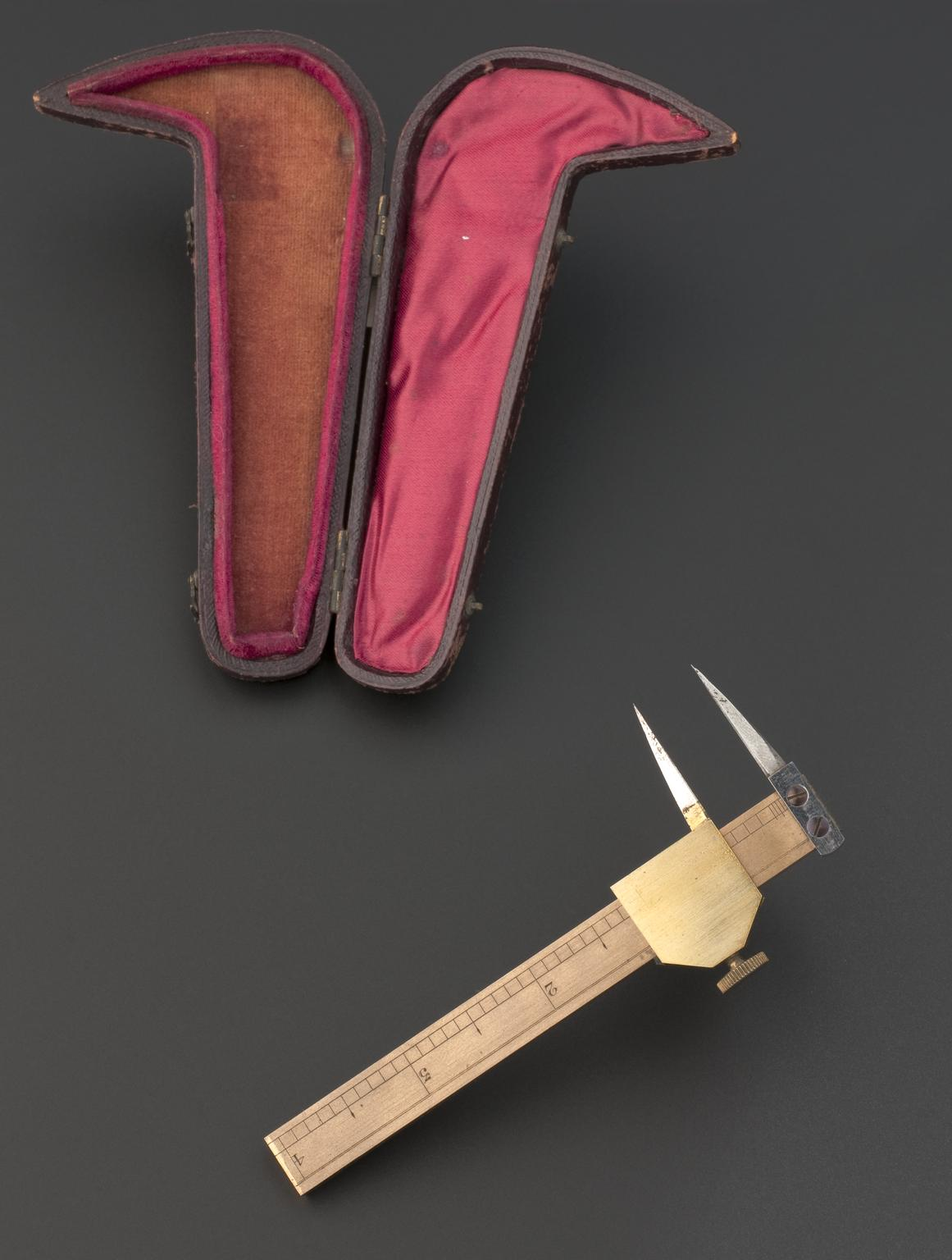
Monofilament

Monofilament is draad dat bestaat uit één enkele vezel. In de sciencefictionwereld is monofilament een draad bestaande uit één enkele reeks met elkaar verbonden moleculen.

## Monofilament-draad
Monofilament kan bestaan uit polypropyleen, polyester of polyamide maar andere polymeren zijn ook mogelijk. De meest gebruikte monofilament-vezel is polyamide, beter bekend als nylon. Dit materiaal wordt gebruikt voor onder andere vislijn, hechtdraad, pruiken en snaren van (tennis-)rackets. In het Engels wordt vislijn meestal "Monofilament line" genoemd.

## Monofilament in sciencefiction
In de sciencefictionwereld is monofilament een draad bestaande uit één enkele reeks met elkaar verbonden moleculen. Dit levert de dunst mogelijke draad op. De eigenschappen van zo'n draad zijn dat het superscherp en zeer sterk is: om het te breken zou de atoombinding moeten worden verbroken. Monofilament wordt in de sciencefiction ook wel monomoleculair draad genoemd.
In William Gibsons korte verhaal Johnny Mnemonic (in 1995 verfilmd met Keanu Reeves) gebruikt een moordenaar monomoleculair draad. Ook in Gibsons "Count Zero" (in Nederland verschenen als "Biochips") komt de draad voor. Andere media waarin monofilament voorkomt:

### Manga/Anime
- Battle Angel Alita
- Cyber City Oedo 808
- Hellsing
- My-HiME
- Naruto

### Spellen
- Cyberpunk 2020 (rollenspel)
- Shadowrun (rollenspel)
- StarCraft (computerspel)
- Syndicate Wars (computerspel)
- Warhammer 40.000 (Tabletopspel)

### Franchise
- Star Wars Expanded Universe

## Toekomst
Er is geen enkel element bekend waarmee monomoleculair draad zou kunnen worden gemaakt. Verder zijn de meeste toepassingen van monofilament in sciencefiction gewoonweg niet mogelijk. Het is vrijwel onhanteerbaar omdat het overal doorheen snijdt en het is bijna niet te gebruiken als gereedschap, zweep of projectiel vanwege de zeer geringe massa.